# Acrocomia aculeata
Acrocomia aculeata là loài thực vật có hoa thuộc họ Arecaceae. Loài này được (Jacq.) Lodd. ex Mart. mô tả khoa học đầu tiên năm 1845.

## Hình ảnh

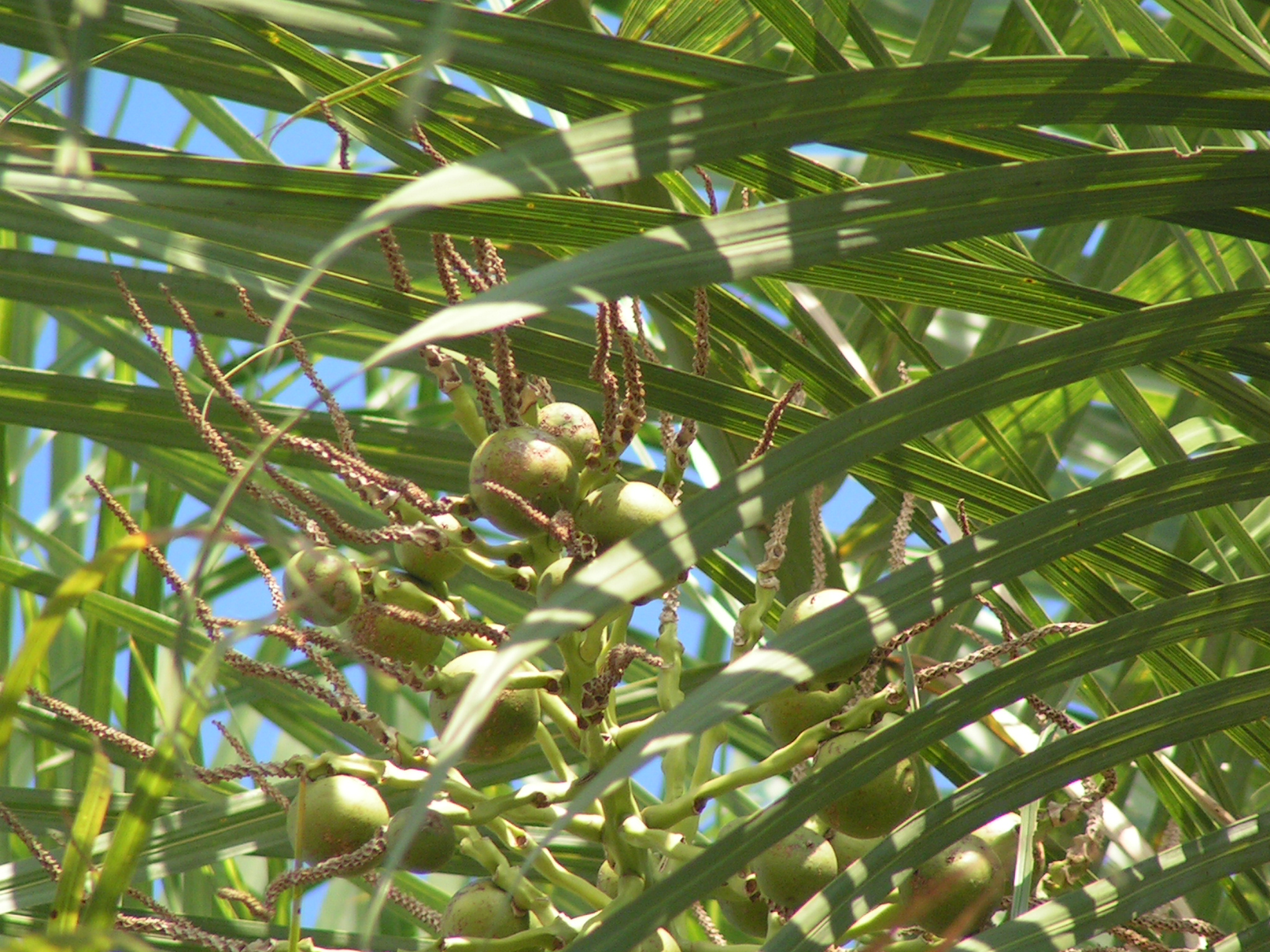
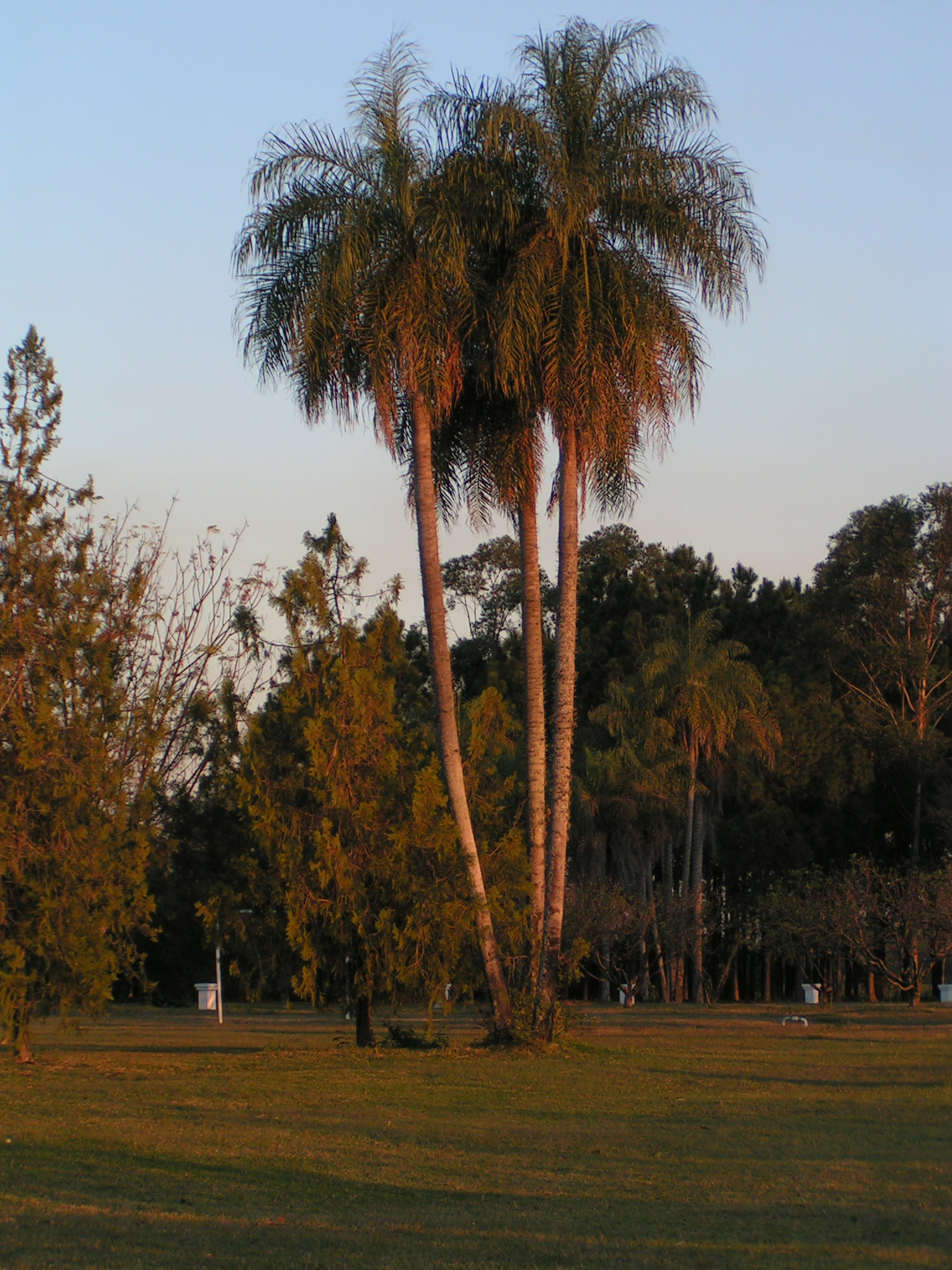
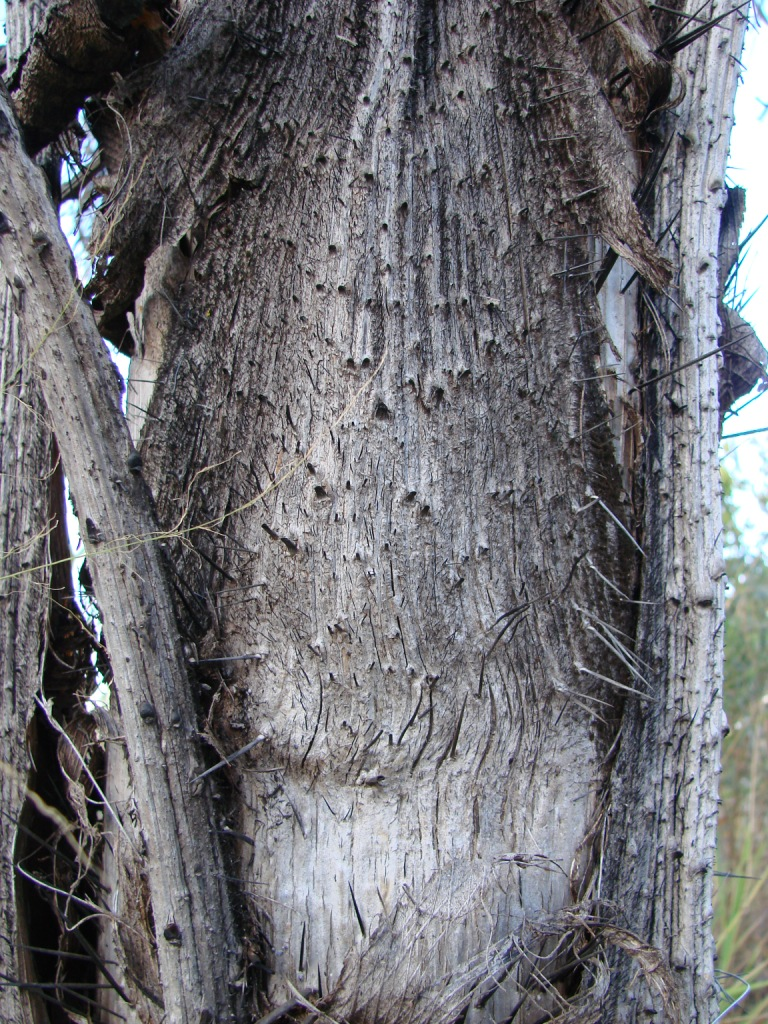
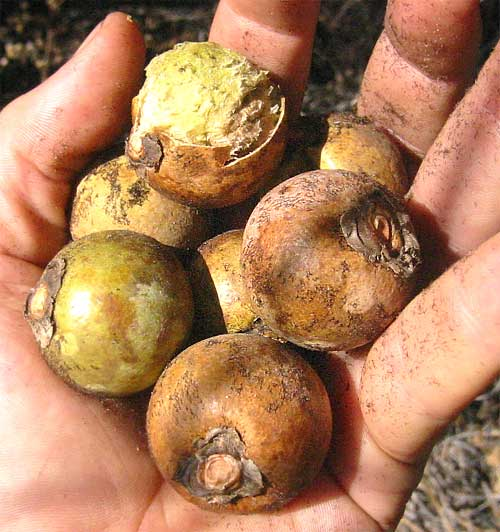
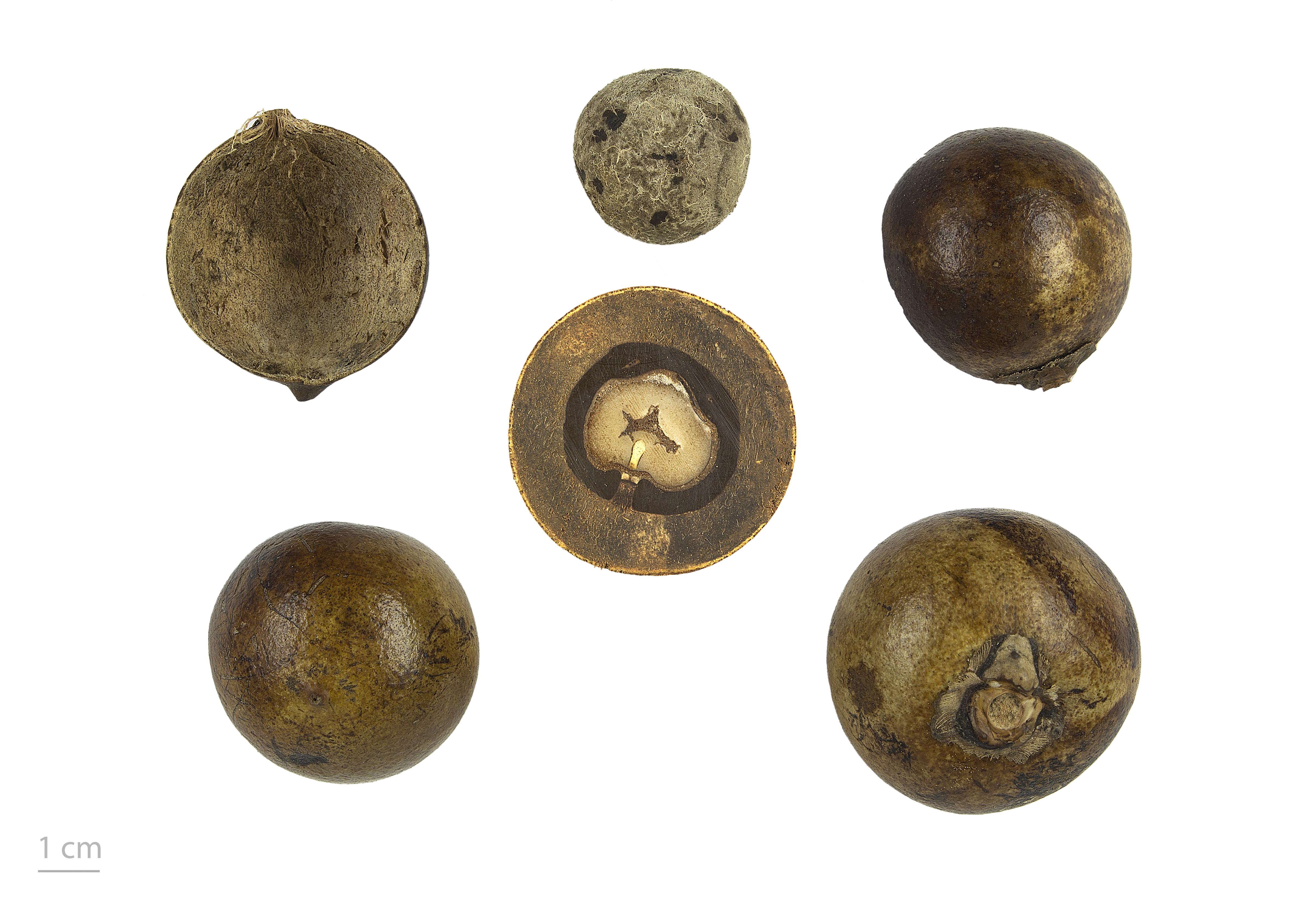
Acrocomia aculeata